# Bojko Noew

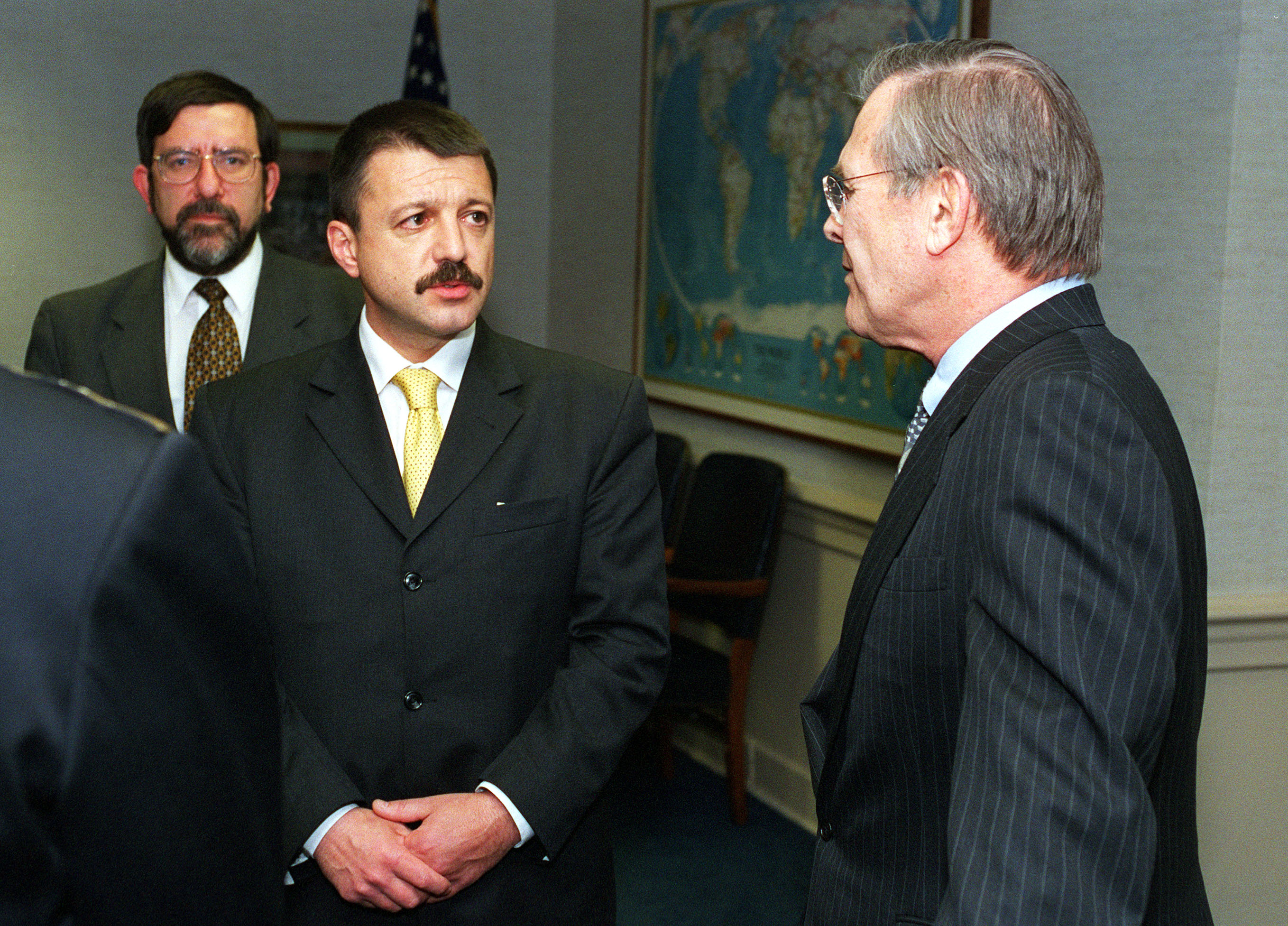
Filip Dimitrow (Im Hintergrund), Bojko Noew und Donald Rumsfeld (2001)

Bojko Noew (auch Boyko Noev transkribiert, bulgarisch Бойко Ноев; * 13. Juli 1954 in Slatiza) ist ein bulgarischer Politiker, Diplomat und Sicherheitsexperte für mehrere Nichtregierungsorganisationen wie das Atlantic Council oder die Bukarest security conference tätigt.

## Leben
Noew studierte am Staatlichen Moskauer Institut für Internationale Beziehungen in Moskau. Er war von 1994 bis 1995 als Nachfolger von Walentin Aleksandrow Verteidigungsminister von Bulgarien unter der Interimsministerpräsidentin Reneta Indschowa. Sein Nachfolger als Verteilungsminister wurde Dimitar Pawlow.
Von 1999 bis 2001 war Noew erneut Verteidigungsminister als Nachfolger von Georgi Ananiew unter Ministerpräsident Iwan Kostow. Während dieser Amtszeit half Bulgarien den östlichen Nachbarn Nordmazedonien die innere Ordnung im Land während des Ethnischen Konfliktes mit den Albanern wieder herzustellen und Noew war maßgeblich an der Militärhilfe Bulgariens für die Streitkräfte von Nordmazedonien beteiligt. Sein Nachfolger im Amt wurde Nikolaj Swinarow.